# Park Hoon
Park Won-hee (en hangul, 박원희), (Sabuk-eup, 27 de abril de 1981) más conocido como Park Hoon (hangul, 박훈), es un actor y actor musical surcoreano.

## Biografía
Tiene un hermano mayor Park Hoon-hee, quien se quitó la vida cuando Won-hee tenía 14 años. Luego de convertirse en actor decidió utilizar el nombre artístico de "Park Hoon" en honor a su hermano.
Estudió en el Paekche Institute of The Arts (백제예술대학교).
En el 2017 se casó con la actriz musical surcoreana Park Min-jung (박민정).

## Carrera
Es miembro de la agencia "Stars J Entertainment".
En 2015 se unió al elenco recurrente de la serie Six Flying Dragons, donde interpretó a Chuk In-gwang, el hermano de Cheok Sa-gwang (Han Ye-ri).
En febrero del 2016 se unió al elenco recurrente de la popular serie Descendants of the Sun, donde dio vida al primer sargento Choi Woo-geun (alias "Snoopy"), un experto en bombas y el único miembro casado del Equipo Alpha.
En marzo del mismo año se unió al elenco de la serie Monster, donde interpretó a Oh Choong-dong, una persona indiscutiblemente leal a Byun Il-jae (Jeong Bo-seok), a quien ayuda a llevar a cabo su trabajo sucio.
En el 2017 apareció en la serie Two Cops, donde dio vida a Tak Jae-hee, un atractivo y gentil fiscal de élite, que sale al campo para hacer su trabajo y llegar a la justicia.
En diciembre del 2018 se unió al elenco recurrente de la serie Recuerdos de la Alhambra, donde interpretó al orgulloso y competitivo Cha Hyung-seok, un doctor en ingeniería y el cofundador de la empresa J One Holding, así como el actual enemigo de Yoo Jin-woo (Hyun Bin), hasta el final de la serie el 20 de enero de 2019.
En febrero de 2019 se unió al elenco principal de la serie Haechi, donde dio vida a Dal-moon, un cabecilla de las masas que busca que el Príncipe Yeoning (Jung Il-woo) se convierta en el próximo Rey, hasta el final de la serie en abril del mismo año.
Ese mismo año apareció en la serie Watcher, donde interpretó a Yoon Ji-hoon, el esposo de la abogada Han Tae-joo (Kim Hyun-joo). 
El 13 de julio del mismo año apareció como invitado en la serie The Nokdu Flower, (también conocida como "Mung Bean Flower") donde dio vida a Kim Chang-soo, el líder de "Donghak". El 16 de julio del mismo año apareció como invitado en la serie Designated Survivor: 60 Days, donde interpretó al sargento comandante Jang Jun-ha. El 7 de agosto del mismo año se unió al elenco de la película The Battle: Roar to Victory, donde dio vida a un miembro de la unidad de Yi Jang-ha (Ryu Jun-yeol).
El 2 de marzo de 2020 se unió al elenco principal de la serie Nobody Knows, donde interpretó a Baek Sang-ho, el propietario de un hotel y presidente de la fundación, hasta el final de la serie el 21 de abril del mismo año. En abril el mismo año apareció como invitado en la serie The King: The Eternal Monarch, donde dio vida al padre de Jo Young (Woo Do-hwan).
Ese mismo año se unió a la película Midnight, donde interpreta a Jong-tak, el hermano mayor de So-jung (Kim Hye-yoon), un exoficial del Cuerpo de Marines que actualmente trabaja en una empresa de seguridad y está dispuesto a hacer lo que sea por rescatar a su hermana del asesino en serie que la tiene.

## Filmografía

### Series de televisión
| Año     | Título                        | Personaje                | Notas                      | Ref.          |
| ------- | ----------------------------- | ------------------------ | -------------------------- | ------------- |
| 2015    | Oh My Ghostess                | -                        |                            |               |
| 2015-16 | Six Flying Dragons            | Chuk In-gwang            |                            |               |
| 2016    | Descendants of the Sun        | Sgt. Choi Woo-geun       |                            |               |
| 2016    | Goodbye Mr. Black             | -                        |                            |               |
| 2016    | The Red Teacher               | Agente de la NSA         | Drama Special , 1 episodio |               |
| 2016    | Happy Home                    | Bong Sam-bong (de joven) |                            |               |
| 2016    | Monster                       | Oh Choong-dong           |                            |               |
| 2017    | Naked Fireman                 | Oh Sung-jin              | 4 episodios                | [ 14 ]        |
| 2017    | Fight for My Way              | -                        |                            |               |
| 2017    | Disorted                      | Informante               |                            |               |
| 2017    | The Lady in Dignity           | -                        |                            |               |
| 2017-18 | Two Cops                      | Tak Jae-hee              |                            |               |
| 2018-19 | Recuerdos de la Alhambra      | Cha Hyung-seok           |                            |               |
| 2019    | Haechi                        | Dal-moon                 | 48 episodios               |               |
| 2019    | The Nokdu Flower              | Kim Chang-soo            | Ep. 48                     |               |
| 2019    | Designated Survivor: 60 Days  | Jang Jun-ha              | Ep. 6                      |               |
| 2019    | Watcher                       | Yoon Ji-hoon             |                            |               |
| 2020    | Nobody Knows                  | Baek Sang-ho             | 16 episodios               |               |
| 2020    | The King: The Eternal Monarch | -                        |                            |               |
| 2022    | Deseos VIP                    | Cha Seok-jin             | 8 episodios                | [ 15 ] [ 16 ] |
| 2023    | Payback                       | Hwang Ki-seok            |                            | [ 17 ]        |
| 2025    | The Nice Guy                  | Kang Tae-hoon            |                            | [ 18 ]        |

### Series web
| Año  | Título        | Personaje | Plataforma | Notas                |
| ---- | ------------- | --------- | ---------- | -------------------- |
| 2022 | Soundtrack #1 | Gyeol-han | Disney+    | (aparición especial) |

### Películas
| Año  | Título                                   | Personaje                | Notas                                                                                                 | Ref.          |
| ---- | ---------------------------------------- | ------------------------ | --- | ------------- |
| 2008 | Death Bell                               | Acreedor                 | junto a Lee Beom-soo, Yoon Jung-hee, Nam Gyu-ri, Kim Bum, Son Yeo-eun, Hahm Eun-jung y Son Ho-jun     |               |
| 2010 | Finding Mr. Destiny                      | Detective                | junto a Im Soo-jung, Gong Yoo, Chun Ho-jin, Ryu Seung-soo, Jeon Soo-kyung, Lee Chung-ah y Lee Je-hoon |               |
| 2014 | Thuy                                     | Esposo en el centro      | junto a Myeong Gye-nam, Cha Seung-ho, Lee Kyu-sung, Park Jin-soo y Lee Ji-won                         |               |
| 2016 | A Violent Prosecutor                     | Subordinado de Cheol-goo | junto a Hwang Jung-min, Gang Dong-won, Lee Sung-min, Park Sung-woong y Kim Byeong-ok                  |               |
| 2018 | Golden Slumber                           | Líder de equipo Sun      | junto a Gang Dong-won, Han Hyo-joo, Kim Eui-sung, Kim Sung-kyun, Kim Dae-myung y Lee Hak-joo          |               |
| 2018 | Soldier's Mementos                       | -                        | junto a Maeng Se-chang, Cho Hye-jung, Jung Gyu-woon y Lee Sang-hoon                                   |               |
| 2019 | The Man Standing Next                    | -                        | |               |
| 2019 | The Battle: Roar to Victory              | Miembro de la unidad     | junto a Yoo Hae-jin, Jo Woo-jin, Ryu Jun-yeol, Kazuki Kitamura, Hiroyuki Ikeuchi y Sung Yu-bin        |               |
| 2020 | Midnight                                 | Jong-tak                 | junto a Wi Ha-joon, Kim Hye-yoon, Jin Ki-joo y Gil Hae-yeon                                           |               |
| 2022 | Hansan: Rising Dragon                    | Yi Un-ryong              | junto a Park Hae-il, Byun Yo-han, Ahn Sung-ki y Son Hyun-joo.                                         | [ 19 ]        |
| 2022 | Piratas: El último tesoro de la corona   | Mangcho                  | junto a Kang Ha-neul, Han Hyo-joo, Lee Kwang-soo y Kwon Sang-woo.                                     | [ 20 ]        |
| 2022 | Confidential Assignment 2: International | Park Sang-wi             | junto a Hyun Bin, Yoo Hae-jin, Im Yoon-ah y Daniel Henney.                                            | [ 21 ]        |
| 2023 | 12.12: The Day                           | Coronel Moon Il-pyeong   | junto a Hwang Jung-min, Jung Woo-sung, Lee Sung-min, Park Hae-joon y Kim Sung-kyun                    | [ 22 ]        |
| 2023 | Noryang: Sea of Death                    | Lee Woon-ryong           | junto a Kim Yoon-seok, Baek Yoon-sik, Jung Jae-young y Heo Joon-ho                                    | [ 23 ] [ 24 ] |
| 2024 | Land of Happiness                        | Kim Oh-ryong             | junto a Jo Jung-suk, Lee Sun-kyun y Yoo Jae-myung                                                     | [ 25 ]        |
| 2024 | Harbin                                   | Tatsuo Mori              | junto a Hyun Bin, Park Jung-min, Jo Woo-jin y Jeon Yeo-been                                           | [ 26 ]        |

### Programas de variedades
| Año  | Título                 | Notas                | Ref.   |
| ---- | ---------------------- | -------------------- | ------ |
| 2019 | Running Man            | (ep. 437) - invitado | [ 27 ] |
| 2019 | Life Bar               | (ep. 111) - invitado | [ 28 ] |
| 2021 | Problem Child in House | (ep. 134) - invitado |        |

### Musicales
| Año        | Título                                | Personaje | Notas |
| ---------- | ------------------------------------- | --------- | ----- |
| 2007       | 오! 당신이 잠든 사이                  | -         |       |
| 2007, 2009 | Five! Between You Sleep               | -         |       |
| 2008       | Brothers Were Brave (형제는 용감했다) | -         |       |
| 2008       | Hello, Francesca                      | -         |       |
| 2011       | The Temptation of Wolves              | -         |       |
| 2011       | March of Youth                        | -         |       |
| 2013       | Triangle (트라이앵글)                 | -         |       |
| 2014       | 완전 보험 주식 회사                   | -         |       |
| 2015       | 달빛 요정과 소녀                      | -         |       |

### Teatro
| Año  | Título                 | Personaje | Notas |
| ---- | ---------------------- | --------- | ----- |
| 2012 | School Boys (모범생들) | -         |       |
| 2013 | Puzzle (퍼즐)          | -         |       |
| 2014 | 바람난 삼대            | -         |       |
| 2014 | 올 모스트 메인         | -         |       |
| 2015 | 늘근 도둑이야기        | -         |       |
| 2015 | 유도소년               | -         |       |
| 2016 | 날 보러와요            | -         |       |
| 2016 | 벙커트릴로지           | -         |       |

## Premios y nominaciones
| Año  | Premio                   | Categoría                                            | Trabajo                  | Resultado |
| ---- | ------------------------ | ---------------------------------------------------- | ------------------------ | --------- |
| 2019 | 55th Baeksang Arts Award | Best New Actor (TV)                                  | Memories of the Alhambra | Nominado  |
| 2019 | SBS Drama Award          | Best Supporting Actor                                | Haechi                   | Nominado  |
| 2020 | 28th SBS Drama Award     | Excellence Award, Actor in a Miniseries Action Drama | Nobody Knows             | Nominado  |